# Curtis Borchardt
Curtis Alan Borchardt (Buffalo, New York, 13. rujna 1980.) američki je profesionalni košarkaš. Igra na poziciji centra, a trenutačno je član francuskog ASVEL-a. Izabran je u 1. krugu (18. ukupno) NBA drafta 2002. od strane Orlando Magica. 

## Karijera
Nakon odlične NCAA karijere igrajući za Stanford Borchardt je izabran kao 18. izbor NBA drafta 2002. od strane Orlando Magica, ali je odmah proslijeđen u Utah Jazz. Nije odmah debitirao u NBA ligi jer je vukao ozljedu još sa sveučilišta. U rookie sezoni odigrao je 16 utakmica i prosječno postizao 3.6 koševa i 3.4 skoka za 16 minuta. U drugoj sezoni odigrao je 67 utakmica od čega 23 u stratnoj petorci, ali s nešto manjom minutažom, oko 12 minuta po utakmici i za to vrijeme postizao 3 koša i 3.3 skoka. Borchardt je u kolovozu 2005. u najvećoj zamjeni u povijesti NBA lige u kojoj je sudjelovalo čak 13 igrača i pet momčadi mijenjan u Boston Celticse, ali za njih je nastupao samo u predsezoni. U prosincu iste godine odlazi u Europu i potpisuje za španjolsku Granadu. U Granadi je proveo četiri sezone od čega je dvije bio na double-double prosjeku. Borchardt je tijekom sezone 2008./09. bio prvi skakač ACB lige s prosječno 9.9 uhvaćenih lopti, a ubacivao je i 12.3 koša po utakmici. U 14. kolu iste sezone protiv Menorce postigao je 24 koša, 10 skokova, 6 blokada te skupio nevjerojatnu valorizaciju 41, a u 21. kolu protiv Tau Ceramice vodio je svoju momčad do pobjede s 30 koševa i 13 skokova.
2. srpnja 2009. kao veliko pojačanje potpisuje ugovor s francuskim euroligašem ASVEL-om.

## Vanjske poveznice
- Profil na NBA.com
- Profil  Arhivirana inačica izvorne stranice od 16. veljače 2021. (Wayback Machine) na Basketpedya.com